# Gare d'Orly-Ville
La gare d'Orly-Ville est une gare ferroviaire française de la ligne de Choisy-le-Roi à Massy - Verrières, située sur le territoire de la commune d'Orly (département du Val-de-Marne).
C'est une gare de la Société nationale des chemins de fer français (SNCF) desservie par les trains de la ligne C du RER.

## Situation ferroviaire
La gare d'Orly-Ville est située au point kilométrique (PK) 13,354 de la ligne de Choisy-le-Roi à Massy - Verrières, entre la gare des Saules et la gare du Pont de Rungis - Aéroport d'Orly.

## Histoire
La ligne de Choisy-le-Roi à Massy - Verrières, dite Grande Ceinture, réclamée par l'Armée, ouvre au trafic des voyageurs le 18 octobre 1886. Elle ferme le 15 mai 1939.
Le 25 septembre 1977, elle rouvre aux voyageurs entre Pont de Rungis et Massy - Palaiseau.

## Fréquentation
De 2015 à 2022, selon les estimations de la SNCF, la fréquentation annuelle de la gare s'élève aux nombres indiqués dans le tableau ci-dessous.

| Année     | 2015      | 2016      | 2017      | 2018      | 2019      | 2020    | 2021      | 2022      |
| --------- | --------- | --------- | --------- | --------- | --------- | ------- | --------- | --------- |
| Voyageurs | 1 814 964 | 1 853 153 | 1 846 200 | 1 825 457 | 1 802 642 | 912 297 | 1 227 173 | 1 488 640 |

## Service des voyageurs

### Accueil
La gare dispose d'un bâtiment d'accueil situé du côté de la voie 1 en direction de Massy-Palaiseau. Un guichet Transilien y est ouvert tous les jours de 6 h 10 à 13 h 10 et de 13 h 40 à 20 h 40. Il est doté de distributeurs automatiques Transilien, adaptés aux personnes à mobilité réduite. Une salle d'attente est également disponible.

### Desserte
La gare est desservie par les trains de la ligne C du RER à raison d'un train (par sens) tous les quarts d'heure.

Installations et desserte
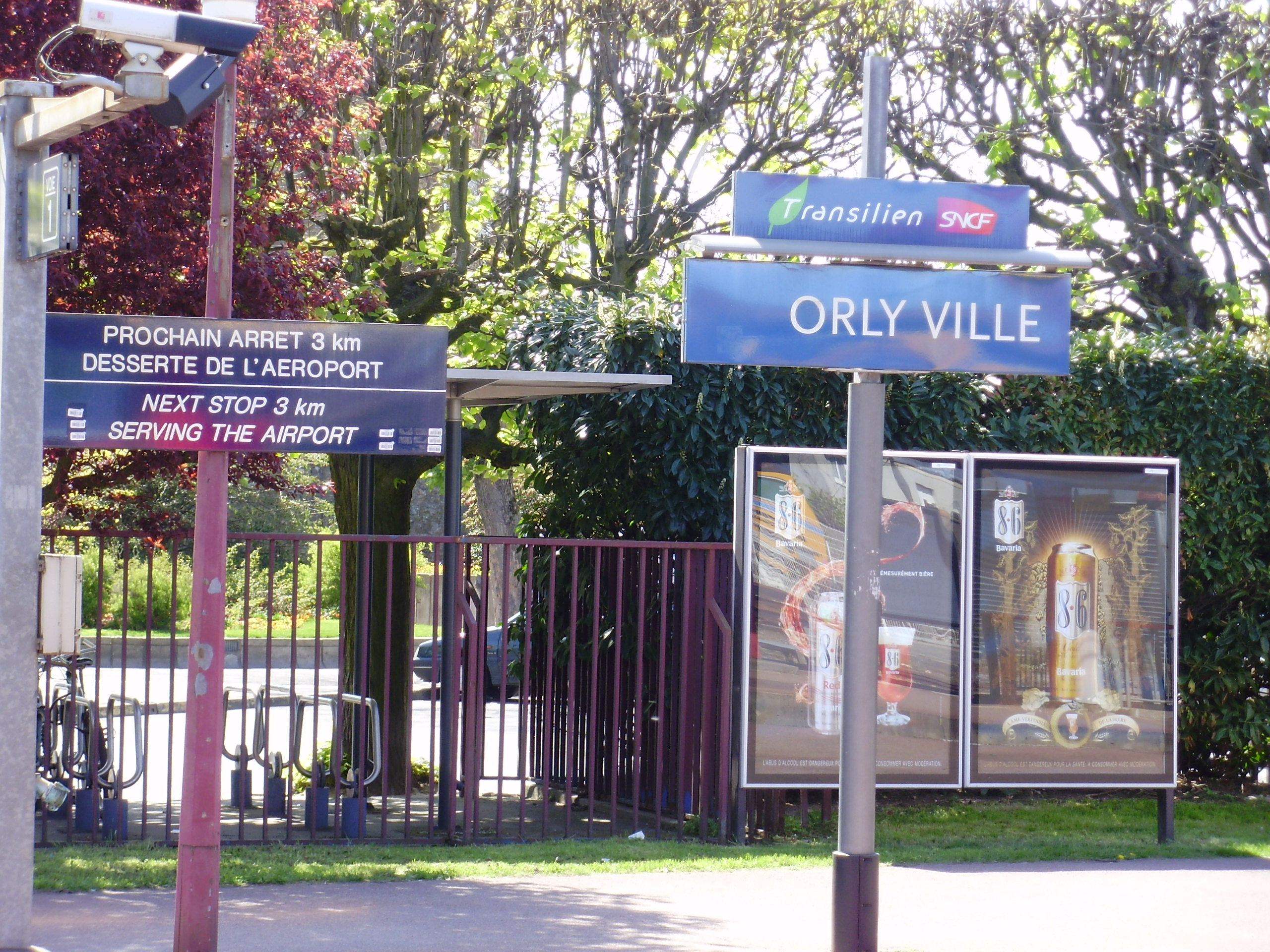
Panneaux sur le quai 1.
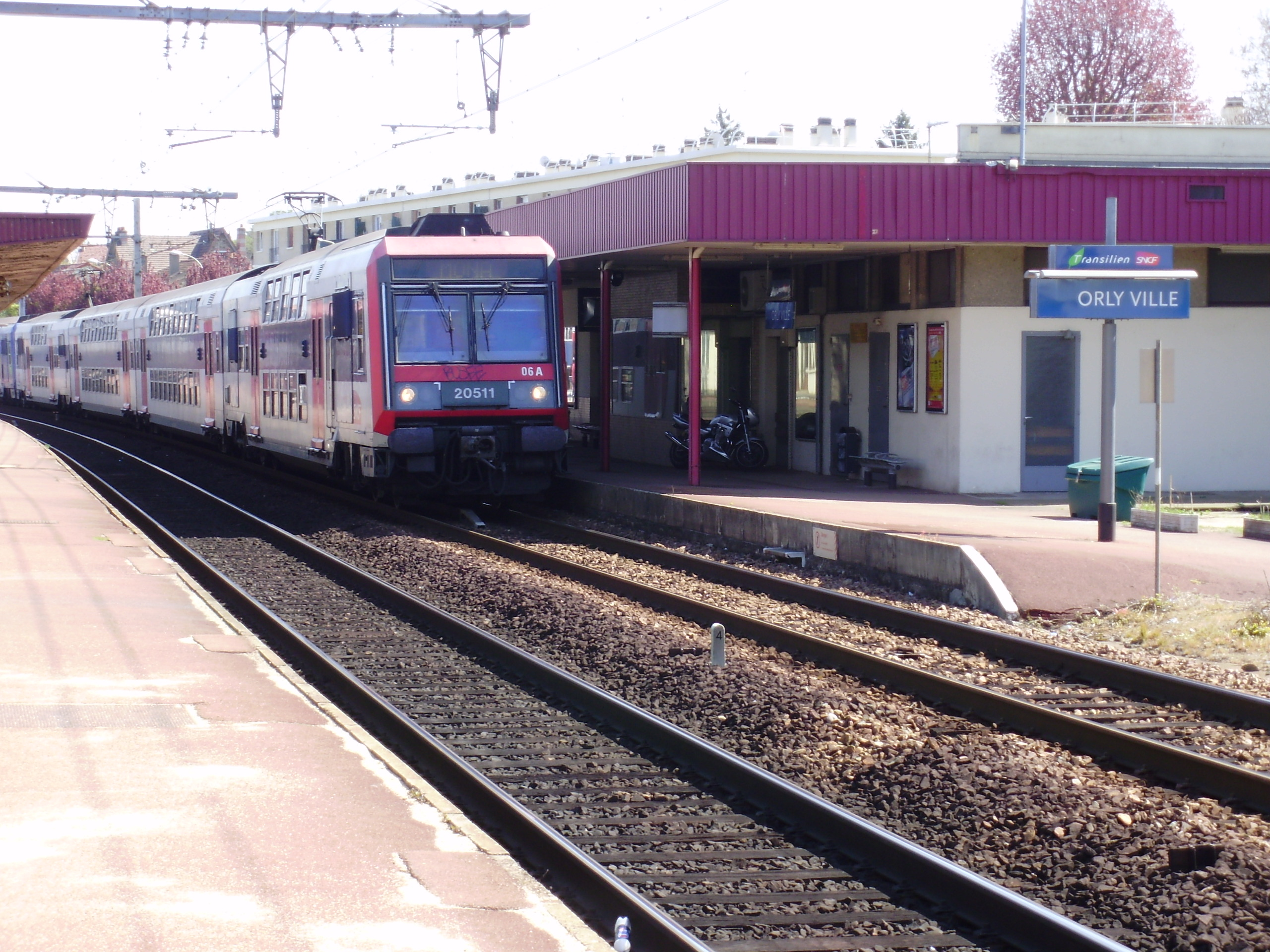
Arrivée d'une automotrice Z 20500 d'un train MONA venant de Pontoise.

### Intermodalité
La gare est desservie par la ligne 483 du réseau de bus de Seine Grand Orly et, la nuit, par les lignes de bus N31 et N133 du réseau Noctilien.
Il est possible de rejoindre les lignes de bus 183 du réseau de bus RATP et 482 du réseau de bus de Seine Grand Orly à l'arrêt Mairie d'Orly situé à une centaine de mètres.